# Myrcia verticillaris
Myrcia verticillaris är en myrtenväxtart som beskrevs av Otto Karl Berg. Myrcia verticillaris ingår i släktet Myrcia och familjen myrtenväxter. Inga underarter finns listade i Catalogue of Life.